# Aranytorkú tukán
Az aranytorkú tukán (Ramphastos ambiguus) a madarak (Aves) osztályának harkályalakúak (Piciformes) rendjébe, ezen belül a tukánfélék (Ramphastidae) családjába tartozó faj.

## Rendszerezése
A fajt William John Swainson angol ornitológus írta le 1823-ban.

## Alfajai
- Ramphastos ambiguus abbreviatus Cabanis, 1862
- Ramphastos ambiguus ambiguus Swainson, 1823
- Ramphastos ambiguus swainsonii Gould, 1833[2] vagy Ramphastos swainsonii[4][5]

## Előfordulása
Costa Rica, Honduras, Nicaragua, Panama, Ecuador, Kolumbia, Peru és Venezuela területén honos. Természetes élőhelyei a szubtrópusi vagy trópusi síkvidéki és hegyi esőerdők, mocsarak és lápok környékén, valamint ültetvények és vidéki kertek. Állandó, nem vonuló faj.

## Megjelenése
Testmagassága 56 centiméter, testtömege 620-740 gramm.

## Természetvédelmi helyzete
Az elterjedési területe rendkívül nagy, egyedszáma viszont gyorsan csökken. A Természetvédelmi Világszövetség Vörös listáján mérsékelten fenyegetett fajként szerepel.